# تپه ملیم دول ۱
تپه ملیم دول ۱ مربوط به دوره ساسانیان است و در شهرستان پل‌دختر، بخش معمولان، دهستان معمولان، ۵۰۰ متری غرب روستای طاق پل واقع شده و این اثر در تاریخ ۲۲ آبان ۱۳۸۶ با شمارهٔ ثبت ۲۰۱۰۲ به‌عنوان یکی از آثار ملی ایران به ثبت رسیده است.